# Дудек Мирослав
Дудек Мирослав (26 жовтня 1908, Карвіна, Чехія — 1985, Польща) — праведник народів світу, лікар, керівник польового шпиталю у Варшаві під час Варшавського повстання 1944 р.
У 1936 р. закінчив студії на медичному факультеті Ягеллонського університету. Працював заступником директора лікарень в Ковелі та Володимирі.
Під час Другої світової війни перебував у лавах Армії крайової. Разом з дружиною Софією брав участь у варшавському повстанні. Очолював польовий шпиталь повстанців.
З 1947 р. проживає у Суленцині, де став директором лікарні. Обирався депутатом місцевого органу самоврядування.
Отримав звання Заслуженого лікаря Польщі.
Посмертно визнаний Праведником народів світу. Його ім'я вибито на пам'ятній таблиці на Горі Пам'яті в Єрусалимі.
Одна із вулиць Суленцина названа його ім'ям.